# Saxifraga korshinskyi
Saxifraga korshinskyi là một loài thực vật có hoa trong họ Saxifragaceae. Loài này được Kom. miêu tả khoa học đầu tiên năm 1900.